# Freddy Deeb
Kassem 'Freddy' Deeb (Beiroet, 27 november 1955) is een van Libanees tot Amerikaan genaturaliseerde professioneel pokerspeler. Hij schreef onder meer het $5.000 Deuce to Seven Draw-toernooi van de World Series of Poker 1996 en het $50.000 H.O.R.S.E.-toernooi van de World Series of Poker 2007 op zijn naam. Hij won daarnaast ook zowel de UltimateBet Aruba Poker Classic 2005 in Palm Beach (goed voor $1,000,000) als het WPT Celebrity Invitational - No Limit Hold'em van de L.A. Poker Classic 2009 van de World Poker Tour (WPT).
Deeb verdiende tot en met juni 2014 in totaal meer dan $8.150.000,- in pokertoernooien, cashgames niet meegerekend.

## Wapenfeiten
Deeb studeerde aan de Utah State University toen de Libanese Burgeroorlog uitbrak in zijn vaderland. Hij verbleef in de Verenigde Staten op een studentenvisum en kon daardoor geen werk krijgen. Van daaruit belandde hij in de gokwereld. In 1986 begon hij met het winnen van geldbedragen op professionele pokertoernooien

### World Series of Poker
De World Series of Poker (WSOP) van 1990 waren de eerste waarop Deeb zich naar prijzengeld speelde. Hij liet net na direct zijn eerste titel te winnen door tweede te worden in het $2.500 No Limit Hold'em-toernooi, achter Allen Baker. Hiermee verdiende hij $130.000,-. Het bleek het begin van een reeks die op de World Series of Poker 2011 leidde tot Deebs dertigste geldprijs op de WSOP. Hij won WSOP-titels in 1996 en 2007 en was er een paar keer dicht bij om zijn aantal WSOP-zeges te verhogen. Zo werd hij onder meer tweede in het  $5.000 No Limit Deuce to Seven Draw-toernooi van de World Series of Poker 2001 (achter Howard Lederer) en derde in zowel het $5.000 Limit Hold'em-toernooi van de World Series of Poker 1992 als het $5.000 Pot Limit Omaha-toernooi van de World Series of Poker 2004.

### World Poker Tour
De $10.000 No Limit Hold'em - Final van de Five Diamond World Poker Classic in Las Vegas was in mei 2002 het eerste WPT-toernooi waarop Deeb prijzengeld won. Zijn derde plaats was goed voor $139.120,-. Zowel tijdens zijn vierde als zijn tiende cash op de WPT waren won hij het toernooi. Ook werd hij in 2006 tweede in de No Limit Hold'em
World Poker Tour Battle of Champions IV, achter Nick Schulman.

### European Poker Tour
Deeb speelde zich voor het eerst naar prijzengeld op de European Poker Tour (EPT) toen hij in april 2008 als dertigste eindigde in het €10.000 No Limit Hold'em - Main Event van de EPT Grand Final in Monte Carlo. Zijn 56e plaats in het €5.000 No Limit Hold'em-toernooi van EPT Deauville 2009 en zijn twaalfde plaats in het €5.000 No Limit Hold'em - Main Event van EPT Deauville 2010 waren eveneens winstgevende ondernemingen.

### Overig
Deeb schreef ook verschillende toernooien op zijn naam die niet tot de officiële WSOP-, WPT- of EPT-reeksen behoren. Zo won hij onder meer $5.000 No Limit Hold'em-toernooi van de LA Poker Classic III 1994 (goed voor $134.000,-), het $1.500 No Limit Hold'em-toernooi van de L.A. Poker Classic 2003 ($113.430,-), het $2.000 No Limit Hold'em-toernooi van Festa al Lago II 2004 in Las Vegas ($154.204,-) en het €20.000 No Limit Hold'em - High Roller-side event van WPT Rendez-Vous à Paris 2010 in Parijs ($385.561,-).

## Trivia
Deeb is te zien in onder meer het eerste seizoen van het televisieprogramma High Stakes Poker.

## WSOP
| Jaar                       | Toernooi                   | Prijs        |
| -------------------------- | -------------------------- | ------------ |
| World Series of Poker 1996 | $5.000 Deuce to Seven Draw | $146.250,-   |
| World Series of Poker 2007 | $50.000 H.O.R.S.E.         | $2.276.832,- |